# Ipomoea scopulorum
Ipomoea scopulorum är en vindeväxtart som beskrevs av T. S. Brandegee. Ipomoea scopulorum ingår i släktet praktvindor, och familjen vindeväxter. Inga underarter finns listade i Catalogue of Life.